# An Là
An Là (en català, El dia) és un programa de notícies en gaèlic escocès que s'emet al canal en aquesta llengua de la BBC, BBC Alba. El programa, amb seu a la redacció del canal a Inverness, proporciona un butlletí de 30 minuts de notícies sobre Escòcia, Gran Bretanya i el món als parlants de gaèlic cada nit de la setmana. La nit de diumenge es fa un resum anomenat Seachd Là, del qual es parla més endavant en aquest article
El programa és presentat des de l'estudi G de la BBC a Inverness, si bé el senyal s'envia a través de la galeria Studio C de la BBC Pacific Quay. Els senyals de Seachd Là, el temps i les notícies esportives d'An Là també s'envien des de BBC Pacific Quay a Glasgow.
An Là és el primer programa de notícies diari en gaèlic escocès des de la desaparició de Telefios, de Grampian Television l'any 2000.
El noticiari va ser seleccionat en la categoria de "Temes d'actualitat" a l'edició del Celtic Media Festival de l'any 2009.

## Equip

### Presentadors principals
| - Angela MacLean - Iain MacLean | - Innes Munro |

### Secció d'esports
- Derek Murray

### El temps
| - Kirsteen MacDonald | - Sarah Cruickshank |

### Reporters
| Stornoway - Angus Macdonald - Catriona MacLean | Argyll - Doneil MacLeod |

| Skye - Iain MacDiarmaid | Uist - Eilidh MacAskill |

Inverness
| - Calum MacDonald - Eilidh MacLeod | - Donald Morrison - Mairi Rodgers |

Glasgow
| - Daibhidh Eyre | - Morna MacLeod |

Parlament escocès
| - Michael MacNeil | - Niall O'Gallagher |

## Seachd Là
Seachd Là (en català, Set dies) és un programa setmanal que fa un recull de les notícies de la setmana. Els temes que tracta provenen del noticiari An Là i del programa Eòrpa. S'emet els diumenges des de la redacció de Glasgow i és presentat per la dona del temps d'An Là, Kirsteen MacDonald.